# Wereldkampioenschap basketbal vrouwen 1994
Het WK basketbal voor vrouwen 1994 was de twaalfde editie van het wereldkampioenschap basketbal voor vrouwen. Zestien landen die ingeschreven waren bij de FIBA, namen deel aan het toernooi dat gehouden werd in Australië, van 2 juni tot en met 12 juni 1994. Het basketbalteam van Brazilië werd de uiteindelijke winnaar van het toernooi. Het was de eerste keer dat de titel niet naar de Sovjet-Unie of de Verenigde Staten ging.

## Schema

### 1ste/4de plaats
|  | Halve finales    | Halve finales |         |                  | Finale       | Finale  |
|  |                  |               |         |                  |              |         |
|  | 11 juni          |               |         |                  |              |         |
|  | Brazilië         | 110 (57)      |         |                  |              |         |
|  | Verenigde Staten | 107 (54)      |         |                  |              |         |
|  |                  |               |         |                  |              |         |
|  |                  |               |         |                  | 12 juni      |         |
|  |                  |               |         |                  | Brazilië     | 96 (51) |
|  |                  | China         | 87 (42) |                  |              |         |
|  |                  |               |         |                  |              |         |
|  |                  |               |         |                  | Troostfinale |         |
|  | 11 juni          | 11 juni       |         | 12 juni          | 12 juni      |         |
|  | China            | 66 (65)       |         | Verenigde Staten | 100 (48)     |         |
|  | Australië        | 65 (36)       |         |                  | Australië    | 95 (53) |

## Eindklassering
| Goud | Zilver | Brons | 4 |
| Brazilië Adriana Santos Alessandra Oliveira Cíntia Santos Dalila Mello Helen Luz Hortência Marcari Janeth Arcain Leila Sobral Maria Paula Gonçalves Roseli Gustavo Ruth de Souza Simone Pontello                    | China Dongmei Li Dongmei Zheng Fang Wang Jun He Jun Liu Wei Zheng Weijuan Zhang Xin Li Xin Liang Ying Sun Zheng Haixia Zhongqing Ma                                               | Verenigde Staten Andrea Lloyd Carla McGhee Daedra Charles Dawn Staley Dena Head Jennifer Azzi Kara Wolters Katrina McClain Lisa Leslie Ruthie Bolton Sheryl Swoopes Teresa Edwards                                        | Australië Allison Cook Annie La Fleur Jenny Whittle Karen Dalton Michelle Griffiths Michele Timms Rachael Sporn Robyn Maher Samantha Thornton Sandy Brondello Shelly Sandie Trisha Fallon |
| 5 | 6 | 7 | 8 |
| Slowakije Anna Kotočová Adriana Chamajová Andrea Kuklová Andrea Slosiarová Dagmar Hutková Erika Dobrovičová Iveta Farkašová Kamila Pavláková Milena Rázgova Martina Godályová Renata Hiráková Sona Hudecova         | Cuba Biosotys Lagnó Dalia Henry Judith Aguilla Leonor Borrel Licet Castillo Lisdeivi Victores Maria León Milayda Enriquez Olga Vigil Regla Hernandez Tânia Seino Yamilet Martinez | Canada Andrea Blackwell Beverly Smith Camille Thompson Cynthia Johnston Denise Scott Jodi Evans Karla Karch Kelly Boucher Merellynn Lange Shawna Molcak Susan Stewart Tara Gallaway                                       | Spanje Ana Alvaro Blanca Ares Carolina Mujica Elisabeth Scheurer Laura Flores María Herrero Myriam Perez Maria Pilar Alonso Maria Serret Marina Ferragut Paloma Ortega Pilar Cebrian      |
| 9 | 10 | 11 | 12 |
| Frankrijk Amy Cissé Carole Force Catherine Melain Christine Gomis Corinne Esquirol Halima Soussi Isabelle Fijalkowski Kátia Foucade Laétitia Moussard Odile Santaniello Stéphanie Vivenot Yannick Souvre            | Zuid-Korea Kwun Eun-Jeong Chung Eun-Soon Han Hyun Park Hyun-Sook Han Hyun-Sun Lee Kang-Hee Shon Kyung-Won Kang Seon-Koo Jung Sun-Min Yoo Young-Joo Youn Young-Mi Lee Yu-Jin       | Italië Angela Arcangeli Catarina Pollini Elena Pararazo Elisabetta Cesarini Franciasca Rossi Giuseppina Tufano Nicoletta Caselin Renata Salvestrini Silvia Todeschini Stefania Zanussi Susanna Bonfiglio Viviana Ballabio | Japan Akemi Okazato Aki Ichijo Chikako Murakami Hiroe Kakizaki Kagari Yamada Kikuko Mikawa Mikiko Hagiwara Noriko Hamaguchi Taeko Oyama Takako Kato Takami Takeuchi Yuka Harada           |
| 13 | 14 | 15 | 16 |
| Polen Agnieszka Jaroszewicz Alina Slabecka Anita Olecka Beata Tyszkiewicz Dorota Pozniak Elzbieta Trzesniewska Ewa Portianko Marzena Fraszczak Malgorzata Czerlonko Małgorzata Dydek Marzena Glaszcz Sylwia Wlazlak | Taiwan Hsiau-mei Weng Hui-Yun Cheng I-Chuan Chung Kuan-ya Huang Lin Chi Li-Yun Chan Pi-cheng Teng Pi-hsia Li Shu-Chung Chen Shu-Jen Chen Wei-Chuan Chien Ya-Chen Huang            | Nieuw-Zeeland Antonia Solomon Corrina Cordzt Gina Farmer Jane Lattimore Kristin Daly Leanne Walker Leone Patterson Maria Noon Sonja Akkerman Tânia Brunton Tracey Garland Vicki Cunningham                                | Kenia Alice Onono Bertha Otieno Caroline Omamo Caterine Shava Celestine Imbaya Jane Makale Mirian Owiti Nasila Onjiko Petronila Muthoni Queen Olumbo Safia Mohammed Susan Kariuki         |

| WK basketbal voor vrouwen 1994 winnaar |
| -------------------------------------- |
| Brazilië Eerste titel                  |

## Individuele prijzen

### MVP (Meest Waardevolle Speler)
- Zheng Haixia